# 小貫川 (静岡県)
小貫川（おぬきがわ、英語: Onuki River）は、静岡県を流れる河川。一級河川に指定されている。

## 概要

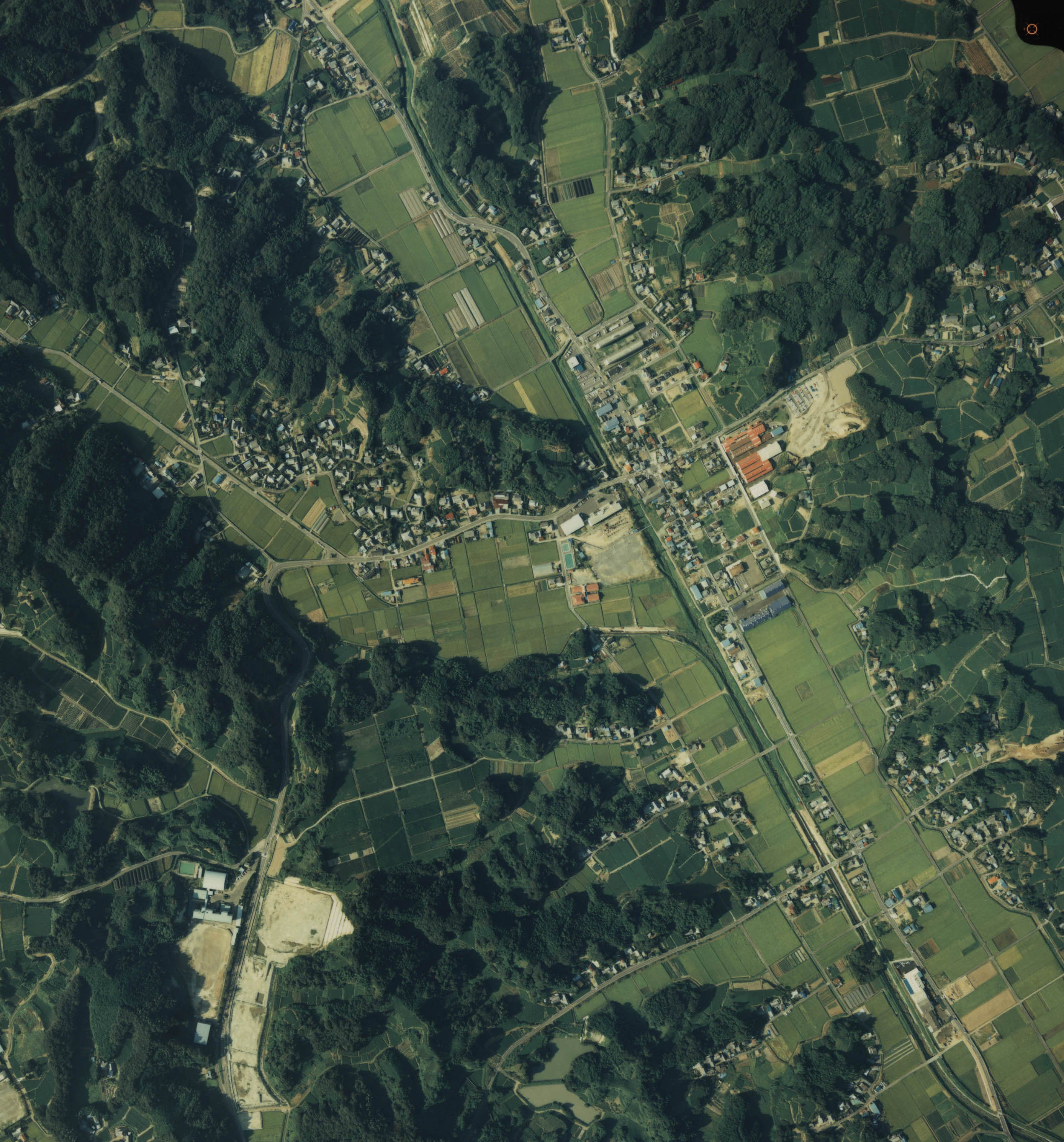
佐束川（上から下へ）と小貫川（左から佐束川に合流）の航空写真（1988年撮影）。流域に谷底平野が形成されている。

静岡県を流れる一級河川である。一級水系である菊川水系に属しており、菊川の右支川にあたる佐束川の右支川である。なお、国土交通大臣より静岡県知事に対して管理が委託されている。また、準用河川に指定されている区域もある。

## 流路
左岸は静岡県掛川市小貫の小字である駒形を起点とし、右岸は同じく掛川市小貫の小字である中田を起点としている。佐束川に合流しており、左岸、右岸、双方ともその合流地点を終点としている。その延長は800メートルに及ぶ。かつての城東郡小貫村の村域を北西から南東に横断しており、その流路に沿って市街地や農地が広がっている。

## 地形
小笠山の丘陵部の東側に位置する谷底平野を流れている。合流先である佐束川も同様に小笠山の東側を流れており、そちらも谷底平野を形成している。

## 流域の自治体
- 静岡県
  - 掛川市[3]

### 註釈
1. ↑  「こぬきがわ」ではなく「おぬきがわ」[3]である。